# Oorvormige poelslak
De oorvormige poelslak (Radix auricularia) is een in het zoete water levende slak uit de familie van de poelslakken (Lymnaeidae).

## Beschrijving
De schelp heeft ongeveer vijf windingen die aanvankelijk vooral in lengte groeien maar na ongeveer twee windingen zeer snel in breedte toenemen. Jonge schelpen zijn slank kegelvormig en hebben een betrekkelijk ondiepe sutuur. Door deze groeiwijze beslaat de hoogte van de mondopening van de volwassen schelp bijna de volledige lengte en steken de oudere windingen als een scherp puntig topje boven de opgeblazen laatste winding uit. De opgeblazen laatste winding en de scherp gepunte top zijn heel karakteristiek voor deze soort. De mondopening is breed afgerond 'oorvormig'; er is geen hoekig toelopende bovenkant en de bovenrand staat ongeveer haaks op de voorgaande winding. De mondrand is scherp, niet verdikt en soms 'trompetvormig' naar buiten gebogen. De spil is bedekt met een dik callus die ook een nauwe navel bedekt. De schelp is dun maar betrekkelijk stevig en heeft meestal alleen een sculptuur bestaande uit groeilijnen. Soms is (met een loep onder 10x vergroting) een fijne spiraalsculptuur op een gedeelte van de schelp zichtbaar. De schelp zelf is wit tot crême van kleur, het periostracum is lichtbruingeel tot donkerbruin.

### Afmetingen van de schelp
- hoogte: tot ongeveer 35 millimeter
- breedte: tot ongeveer 30 millimeter

### Dier
Het dier heeft een gele kleur en het lichaam is, met uitzondering van de voetzool, bedekt met zwarte pigmentvlekjes.

### Habitat en levenswijze
De dieren worden niet veel ouder dan een jaar. De legsels bevatten 10-475 eieren (deels afhankelijk van de leeftijd van het ouderdier), zijn 21-70 millimeter lang en 7-8 millimeter breed en worden vanaf het voorjaar afgezet. Tot in juli zijn de nog jonge dieren vooral in ondiep water aanwezig, bij het ouder worden verspreiden ze zich naar andere diepten. Tijdens de overwintering van ongeveer november tot februari bevinden de dieren zich in dieper water aan de bodem. Bij het stijgen van de watertemperatuur in het voorjaar planten de dieren zich voort. Na het afzetten van de legsels gaan de meeste dieren in mei dood.
Zoals alle poelslakken is deze soort simultaan hermafrodiet: elk dier is tegelijkertijd van het mannelijk als van het vrouwelijk geslacht. Tijdens de paring gedraagt één dier zich als mannetje, het ander als vrouwtje.
Het voedsel bestaat uit algen (eencellig en meercellig), hogere planten en aas (dode slakken, muggen, vliegen, wormen etc.). Bij een eenzijdig dieet groeien de dieren minder snel en blijven ook kleiner.

## Habitat en levenswijze
De oorvormige poelslak leeft vooral in wat grotere stilstaande rijkbegroeide wateren, zoals brede sloten, vaarten, kanalen, oude rivierarmen en meren en verdraagt een lichte verzilting tot ongeveer 6‰.

## Areaal
De soort heeft een Euraziatische verspreiding en is afwezig op Sicilië en in Griekenland. Doordat de afgrenzing met andere soorten niet altijd duidelijk is, is over de details van de verspreiding niet veel met zekerheid bekend. In Nederland en België komt de oorvormige poelslak in het gehele gebied voor maar is duidelijk minder algemeen dan de verwante ovale poelslak.

## Fossiel voorkomen
De oorvormige poelslak is in Nederland en België alleen uit interglacialen van het Kwartair bekend, o.a. het Holoceen, het Eemien, het Interglaciaal van Bavel en het Laat-Tiglien.

## Opmerkingen
Schelpjes van jonge dieren kunnen verwisseld worden met schelpjes van de ovale - en de (gewone) poelslak. Schelpjes van de ovale poelslak nemen sneller in breedte toe. Ze hebben een veel minder scherpe top en hebben meestal een iets diepere sutuur, de naad tussen de verschillende windingen. Schelpjes van de gewone poelslak zijn slanker, nemen minder snel in grootte toe, hebben een naar verhouding minder hoge mondopening en een iets diepere sutuur. Het onderscheid tussen de schelpjes van juvenielen van deze soorten is vaak niet eenvoudig te maken.

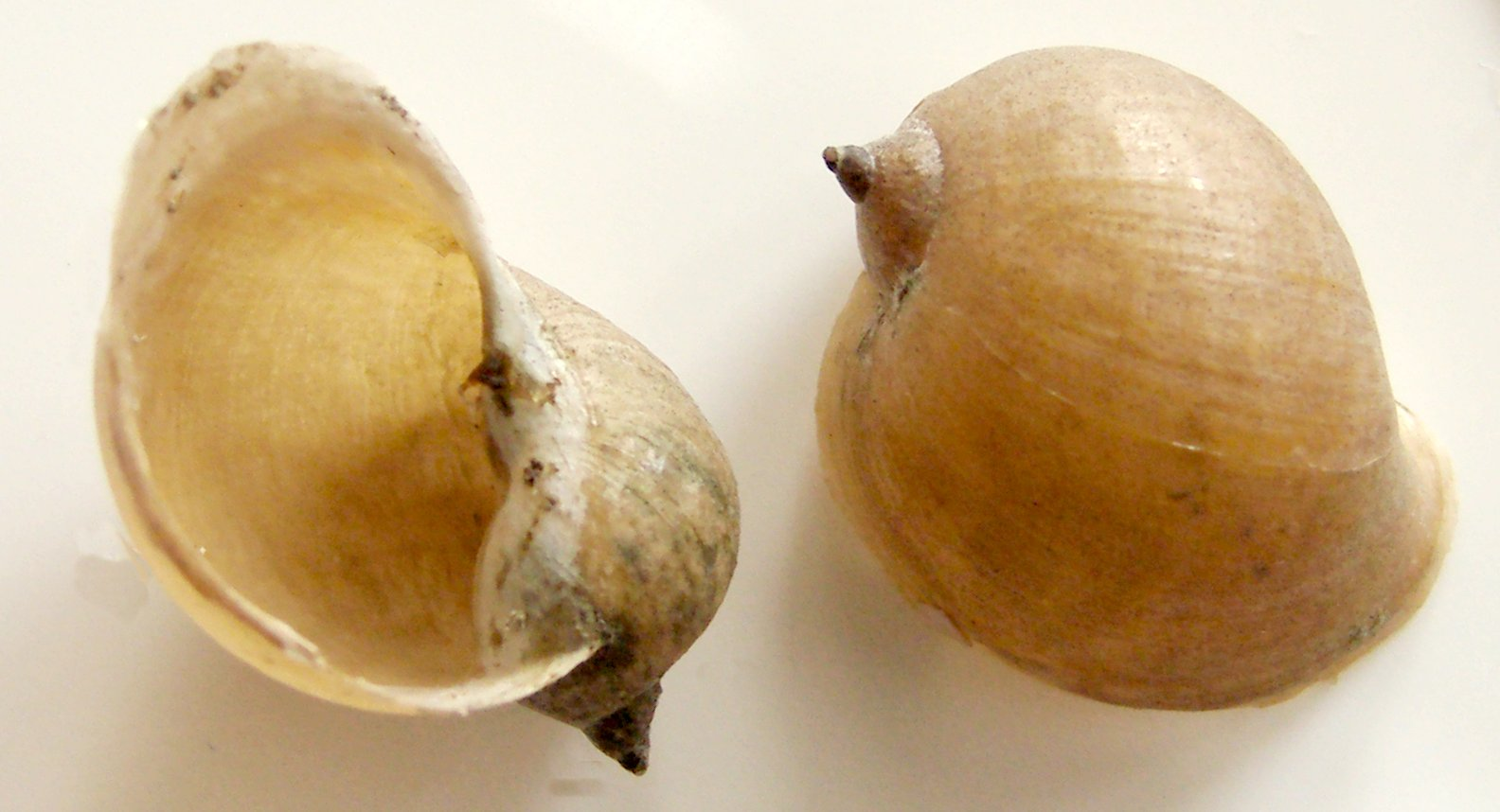
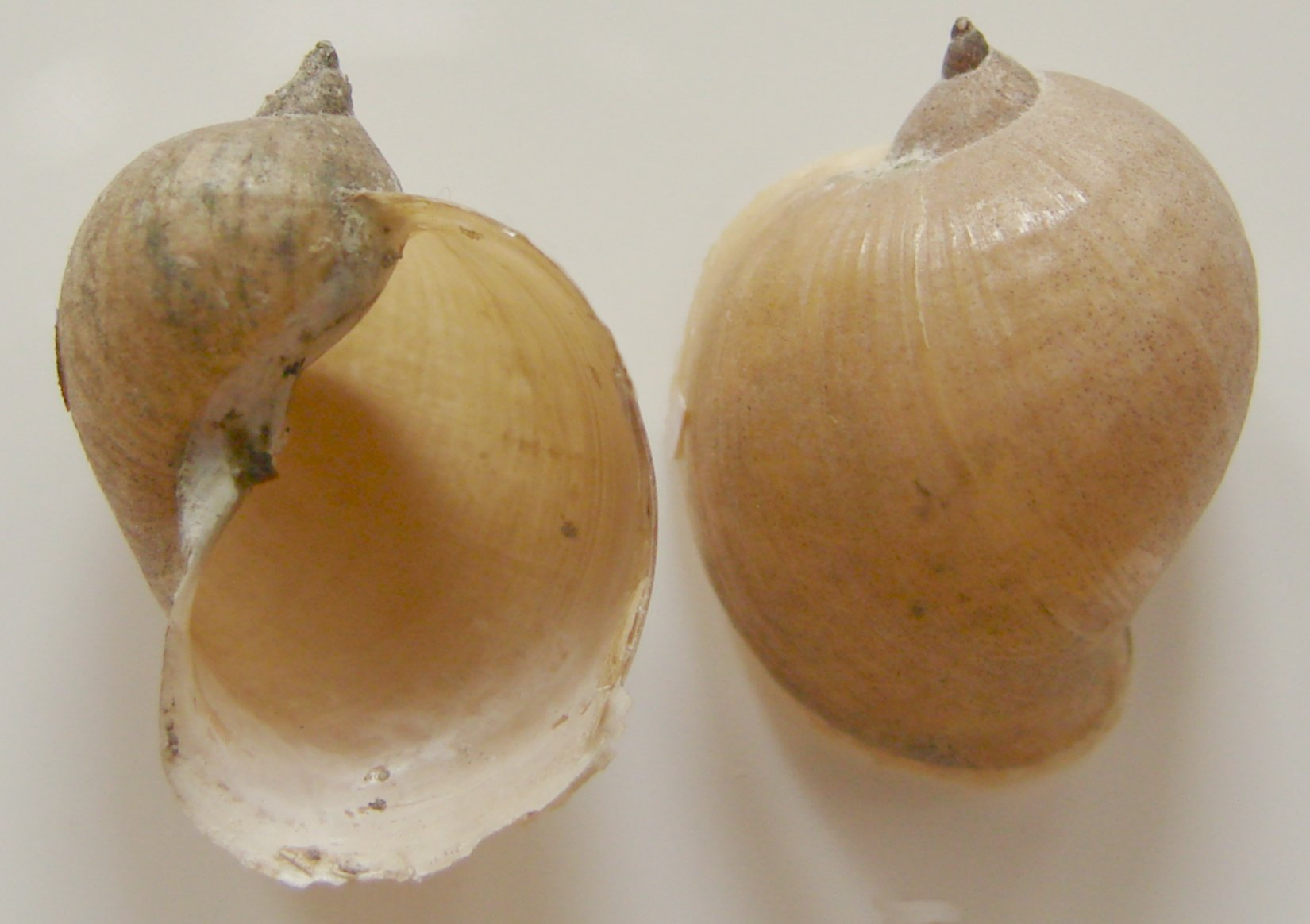